# Conrad Schumann
Hans Conrad Schumann (28 tháng 3, 1942 – 20 tháng 6, 1998) là một người lính Đông Đức đã đào thoát sang Tây Đức trong quá trình xây dựng Bức tường Berlin vào năm 1961.

## Thiếu thời
Sinh ra ở Zschochau, Sachsen trong bối cảnh Chiến tranh thế giới thứ hai đang diễn ra, Schumann gia nhập Bereitschaftspolizei (cảnh sát Đông Đức) sau sinh nhật thứ 18 của mình. Sau ba tháng huấn luyện ở Dresden, anh được cử tới một trường hạ sĩ quan ở Potsdam trước khi tới Berlin nhận nhiệm vụ.

## Chạy sang Tây Đức
Vào ngày 15 tháng 8 năm 1961, Schumann, khi đó 19 tuổi, được giao gác tại góc giao giữa đường Ruppiner Straße và đường Bernauer Straße nhằm canh giữ Bức tường Berlin trong ngày thứ ba kể từ khi khởi công. Tại vị trí đó và thời điểm đó, bức tường chỉ là những vòng dây thép gai. Từ phía bên kia, nhiều người Tây Berlin gọi to "Komm' rüber!" ("Đến đây!"), trong khi một chiếc xe cảnh sát ở đó sẵn để chờ Schumann. Schumann nhảy qua hàng rào đồng thời bỏ lại khẩu PPSh-41 và được cảnh sát Tây Đức chở đi khỏi hiện trường. Nhiếp ảnh gia Tây Đức Peter Leibing là người chụp lại khoảnh khắc đó của Schumann. Bức ảnh của ông trở thành biểu tượng của Chiến tranh Lạnh và xuất hiện trong phim Night Crossing của Disney năm 1982. Cảnh tượng cũng được quay lại bằng phim 16-mm với góc máy tương tự.
Schumann sau đó được phép di chuyển từ Tây Berlin tới Bayern. Vào năm 1962, ông gặp gỡ và kết hôn với Kunigunde (Gunda) tại Günzburg. Họ có với nhau một con trai sinh năm 1963.

## Cuộc sống về sau và cái chết

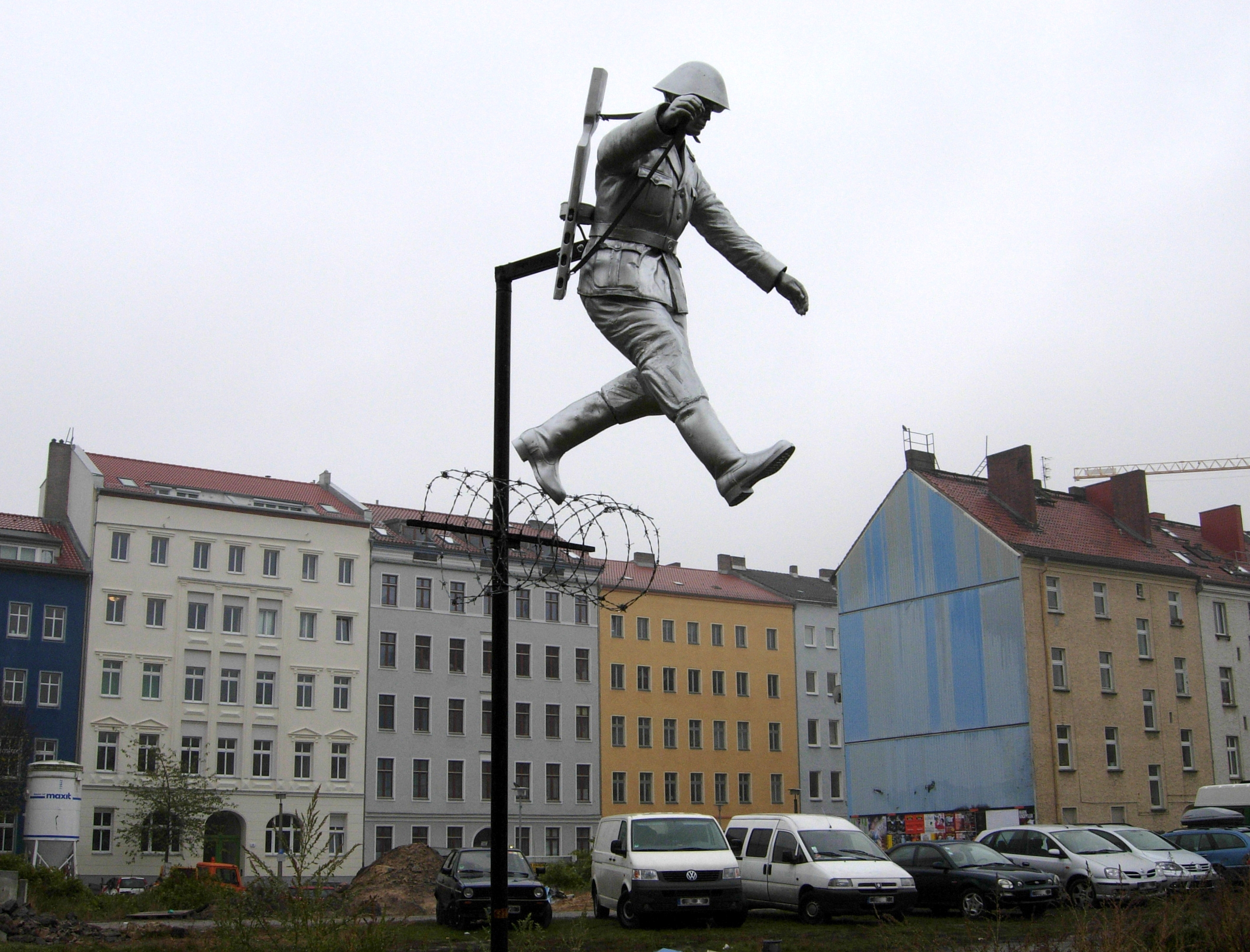
Tác phẩm điêu khắc Mauerspringer ("Người nhảy tường") của Florian và Michael Brauer và Edward Anders

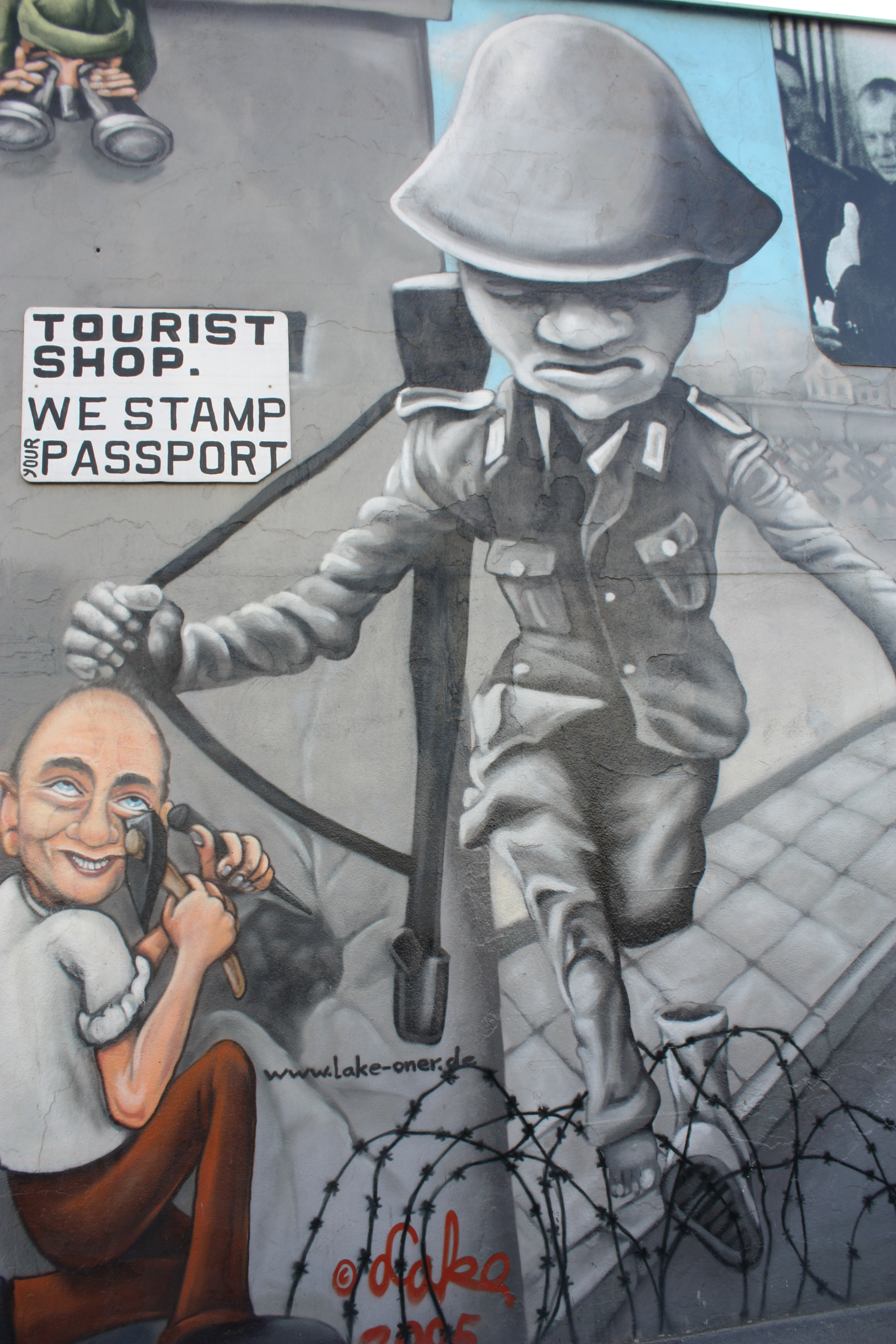
Graffiti tại East Side Gallery

Sau khi Bức tường Berlin sụp đổ, ông phát biểu rằng "chỉ sau ngày 9 tháng 11 năm 1989 [ngày bức tường đổ] tôi mới thực sự cảm thấy hoàn toàn tự do." Mặc dù vậy ông cảm thấy Bayern giống như quê hương mình hơn là nơi ông sinh ra, nhắc tới những mối bất hòa với đồng nghiệp cũ, và thậm chí cảm thấy ngại về tham bố mẹ và người thân ở Sachsen. Vào ngày 20 tháng 6 năm 1998, sau một quãng thời gian chống chọi với nỗi sầu muộn, ông tự tử bằng cách treo cổ trong một khu vườn gần Kipfenberg, Oderbayern. Thi thể ông được vợ ông phát hiện nhiều giờ sau đó.
Vào tháng 5 năm 2011, bức ảnh "nhảy vào tự do" của Schumann được đưa vào chương trình Di sản tư liệu thế giới của UNESCO với tư cách là một phần của bộ sưu tập các tài liệu về sự sụp đổ của Bức tường Berlin.
Một bức điêu khắc mang tên Mauerspringer ("Người nhảy tường") của Florian và Michael Brauer và Edward Anders được đặt tại vị trí gần nơi xảy ra sự việc, nhưng kể từ đó đã được chuyển về một tòa nhà trên đường Brunnenstraße, cách đường Bernauer Straße vài mét.

## Sách
- Christoph Links: Schumann, Conrad. Trong: Wer war wer in der DDR? 5. Ausgabe. Band 2, Ch. Links, Berlin 2010, ISBN 978-3-86153-561-4.